# Топлина на изпарение
Топлина на изпарение е нужното количество топлина, за да се изпари някаква течност. Топлината на изпарение се означава с латинската главна буква Q. Топлината на изпарение се получава като се замести по формулата за специфична топлина на изпарение r=Q/m → Q=r.m. Където r е специфичната топлина на изпарение, а m е масата на веществото, което се изпарява. Количествено топлината на изпарение се измерва с единиците джаул (J) или калория (cal), като една калория се равнява на 4,18 джаула (1 cal=4,18 J). В системата SI единицата е джаул.

## Специфичната топлина на изпарение
Таблицата по отдолу показва специфичната топлина на изпарение – r
| Вещество       | Специфична топлина на изпарение r J/kg |
| -------------- | -------------------------------------- |
| Хелий (He)     | 2,09.104                               |
| Азот (N)       | 2,01.105                               |
| Кислород (O2)  | 0,21.106                               |
| Спирт (C2H5OH) | 8,54.105                               |
| Вода (H2O)     | 2,26.106                               |
| Сяра (S)       | 0,33.106                               |
| Мед (Cu)       | 5.06.106                               |
| Олово (Pb)     | 8,70.105                               |
| Алуминий (Al)  | 1,14.107                               |
| Злато (Cu)     | 1,6.106                                |
| Волфрам (W)    | 4,6.106                                |